# 7 Lives Exposed
7 Lives Exposed, aussi connu comme 7 Lives Xposed, est une série télévisée américaine sous forme de téléréalité scénarisée et produite par Tom Lazarus, diffusée entre le 21 octobre 2001 et 2007 sur Playboy TV.
Cette série est inédite dans les pays francophones.

## Synopsis
Le concept de la série est similaire à celui de Survivor et Big Brother. Les participants doivent satisfaire à certains critères au risque d'être "expulsés".
Les hommes étant tous hétérosexuels mais pas les femmes, il y a des scènes de sexe (simulé) à la fois hétérosexuelles et lesbiennes. Des tensions dramatiques naissent de conflits entre les compétiteurs, souvent liées à la jalousie ou à l'esprit de compétition.

## Distribution
- Devinn Lane : elle-même (hôtesse)
- Jacy Andrews : Jillian (2001)
- Texas Battle : Curt (2002)
- Jezebelle Bond : Toby (2001)
- Kimberly Fisher : Bo (2002)
- Molinee Green : Caroline (2005)
- Darron Johnson : Antwan (2001)
- Lani Kaluha : Tru (2005)
- Christopher John Kapanke : Ten (2001)[1]
- Yanni Kratsas : Logan (2002)
- Beverly Lynne : Bess (2002)
- Nichole McAuley : Teddi (2001)
- Gizele Mendez : Gloria (2005)
- Christine Nguyen : Chrissie (2006)
- Olivia : Gabriella (2002)
- Ander Page : Maria (2001)
- Cassie Townsend : Patty (2001)
- Tom Walken : Jeremy (2001)
- Candace Washington : Xiamora (2001)
- Mia Zottoli : Dawn (2001)

## Épisodes

### Première saison (2001-2002)
1. titre français inconnu (Pushing the Envelope)
2. titre français inconnu (More Bang for Your Buck)
3. titre français inconnu (The Great Chicken Choke)
4. titre français inconnu (Magic Lips)
5. titre français inconnu (Party Time)
6. titre français inconnu (Real Deal)
7. titre français inconnu (The Best of Both Worlds)
8. titre français inconnu (Players)
9. titre français inconnu (Seven Alone)
10. titre français inconnu (Popping Champagne)
11. titre français inconnu (Tongue Patrol)
12. titre français inconnu (Temptation House)
13. titre français inconnu (The Love God)
14. titre français inconnu (Sex Is a Gift)
15. titre français inconnu (Season Finale)

### Deuxième saison (2002-2003)
1. titre français inconnu (Season 2 Premiere)
2. titre français inconnu (Episode 2)
3. titre français inconnu (Episode 3)
4. titre français inconnu (Fanf...tastic)
5. titre français inconnu (Things Aren't What They Seem)
6. titre français inconnu (Nathan Speaks)
7. titre français inconnu (In This Corner)
8. titre français inconnu (World War Three)
9. titre français inconnu (Did Anyone Order a Pizza?)
10. titre français inconnu (Defcon Three)
11. titre français inconnu (The Final Curtain)

### Troisième saison (2003-2004)
1. titre français inconnu (Nastier Than Ever)
2. titre français inconnu (Hip Hop Sex Fiends)
3. titre français inconnu (Guess Who Came to Dinner)
4. titre français inconnu (Episode 4)
5. titre français inconnu (Episode 5)
6. titre français inconnu (Episode 6)
7. titre français inconnu (Return of Big Daddy)
8. titre français inconnu (Episode 8)
9. titre français inconnu (Episode 9)
10. titre français inconnu (Episode 10)
11. titre français inconnu (Episode 11)
12. titre français inconnu (Episode 12)
13. titre français inconnu (Episode 13)

### Quatrième saison (2004-2005)
1. titre français inconnu (Yesterday, Today, Tomorrow)
2. titre français inconnu (Life Is Good)
3. titre français inconnu (Oooohs and Aaaahs)
4. titre français inconnu (Episode 4)
5. titre français inconnu (More Bang for Your Buck)
6. titre français inconnu (Episode 6)
7. titre français inconnu (Episode 7)
8. titre français inconnu (Episode 8)
9. titre français inconnu (Hot Dogs of Love)
10. titre français inconnu (Bonnie Rising)
11. titre français inconnu (Episode 11)
12. titre français inconnu (The Return of Big Daddy)
13. titre français inconnu (Spread-Eagle)
14. titre français inconnu (Can You See Pink)
15. titre français inconnu (Episode 15)
16. titre français inconnu (The Fruits of Eden)
17. titre français inconnu (Being Dirty)
18. titre français inconnu (Down to the Wire)
19. titre français inconnu (Season Finale)

### Cinquième saison (2006)
1. titre français inconnu (Champagne Orgasm)
2. titre français inconnu (Naked Sightseeing)
3. titre français inconnu (I Love Dick)
4. titre français inconnu (Guess Who's Coming to Have Sex)
5. titre français inconnu (Screamin' Mother Glory)
6. titre français inconnu (The Return of Big Daddy)
7. titre français inconnu (Fresh Meat)
8. titre français inconnu (Anything Goes)
9. titre français inconnu (Devinn's Erotic Theater of Chills and Thrills)
10. titre français inconnu (Pure Sex)
11. titre français inconnu (Woman Enough for Big Daddy)
12. titre français inconnu (Porn Star Cat Fight)
13. titre français inconnu (Season Finale)

### Sixième saison (2007)
1. titre français inconnu (Episode 1)
2. titre français inconnu (The Tide Turns)
3. titre français inconnu (Say Hello to Big Daddy)
4. titre français inconnu (It's Getting Bizarro)
5. titre français inconnu (Stop the B.S.: Let's Party)
6. titre français inconnu (Cat Fight Deluxe)
7. titre français inconnu (Dirty for Money)
8. titre français inconnu (Return of the Sex-Crazed Vampire Dead)
9. titre français inconnu (Jools Rule)
10. titre français inconnu (Bootin' Booty)
11. titre français inconnu (Sex in a Hat)
12. titre français inconnu (Shake 'Em)
13. titre français inconnu (Devinn Redux)

## Reboot
En 2013, Playboy TV a redémarré la série 7 Lives Exposed, toujours située à Los Angeles, mais en tant que scénario dramatique plutôt que sous forme de scénario téléréalité. Il est produit pour la télévision haute définition et met en vedette Suzy McCoppin dans le rôle de Mackenzie, une propriétaire d’appartements voyeuriste manipulant les locataires les uns contre les autres dans des situations sexuelles compromettantes.

## Distribution du "reboot"
- Suzy McCoppin : Mackenzie
- Erin Marie Hogan : Julia
- Caitlin O'Connor : Jasmine
- Jayden Cole : Stacy
- Sadie Katz : Gina